# Jedlovec (Bílá Voda)
Jedlovec (U Šišky, niem. Tannzapfen) - dawna osada w Czechach położona w Górach Złotych.

## Położenie
Miejscowość znajdowała się w Górach Złotych około kilometr od granicy z Polską.

## Historia
Niewielka osada położona była przy drodze ze Śląska przez Różaniec do Kłodzka. Swoją nazwę wzięła od karczmy „Pod szyszką” (niem. Zum Tannzapfen), która znajdowała się w osadzie. Droga przez Różaniec była od średniowiecza jednym z kilku szlaków handlowych łączących Ziemię Kłodzką ze Śląskiem. W XVIII wieku była również szeroko wykorzystywana przez pielgrzymów z Kłodzka do Bíléj Vody. W tym czasie było to ważne miejsce pielgrzymek i ośrodek kulturalny. Pierwsza pisemna wzmianka o karczmie „Pod jodłową szyszką” pochodzi z 1787 r. W 1806 r. osada liczyła już kilka domów. Kilka lat później w osadzie przeniesiona została gospoda do dworku myśliwskiego. Gospoda ta została zorganizowana przez Augusta Pradela. Później firmę prowadził Reinold Schmidt, który był także właścicielem innej znanej restauracji wycieczkowej „Zur Gucke” (niem. Pod Widokiem), która znajdowała się bezpośrednio przy granicy ze Złotym Stokiem. W 1930 r. osada liczyła 37 mieszkańców i 8 budynków. Po II wojnie światowej wysiedlana ludność niemiecka wyjechała ze wsi zostawiając ją opuszczoną. Do osady nie wprowadzili się żadni inni mieszkańcy. Z czasem budynki zaczęły być plądrowane, a następnie zostały zburzone.

## Galeria

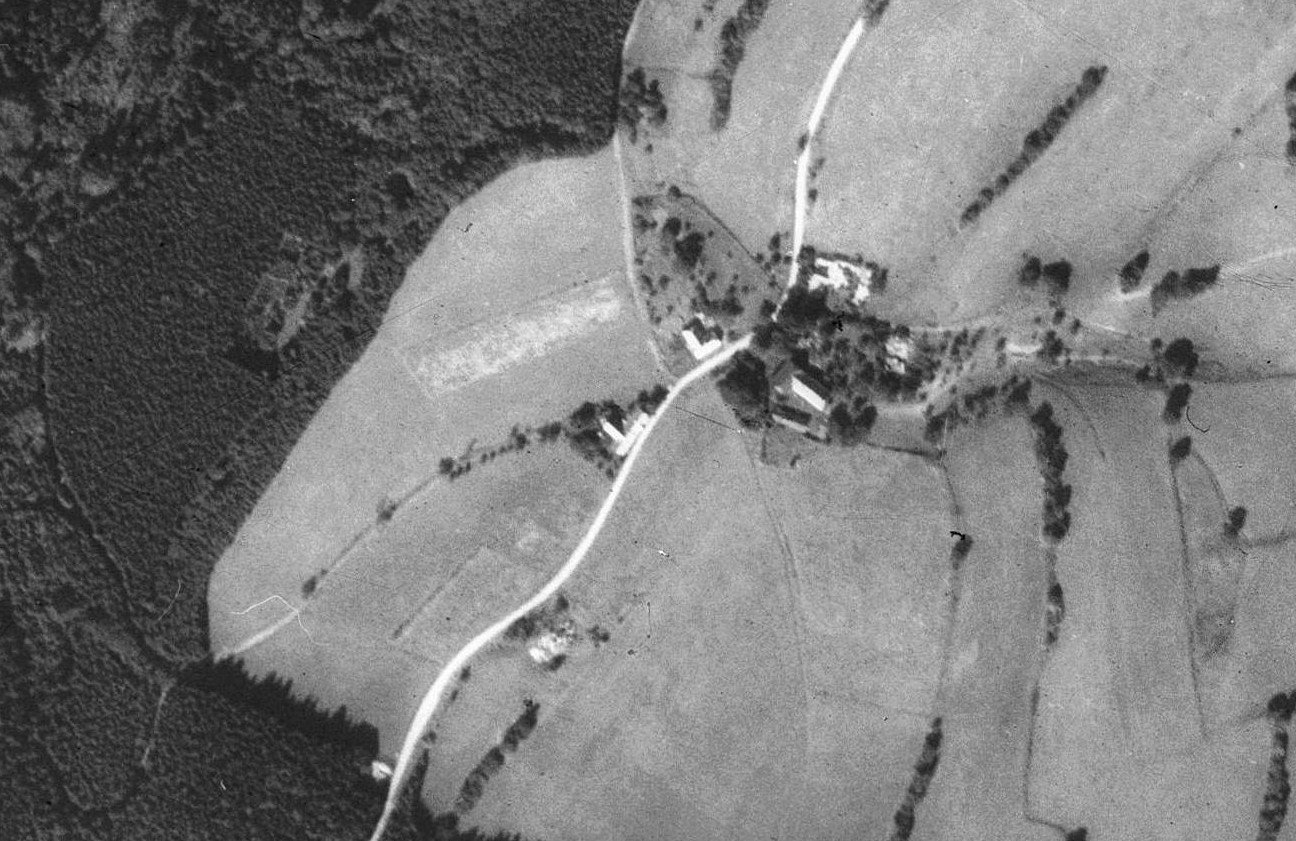
Zdjęcie Jedlovca z lotu ptaka w 1953 r.
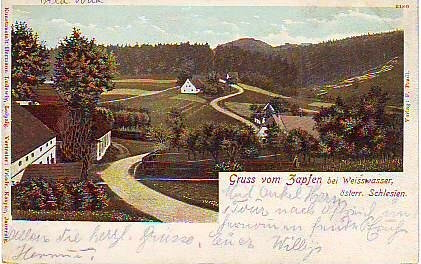
Pocztówka przedstawiająca osadę